# Narodowa Nagroda im. Tarasa Szewczenki

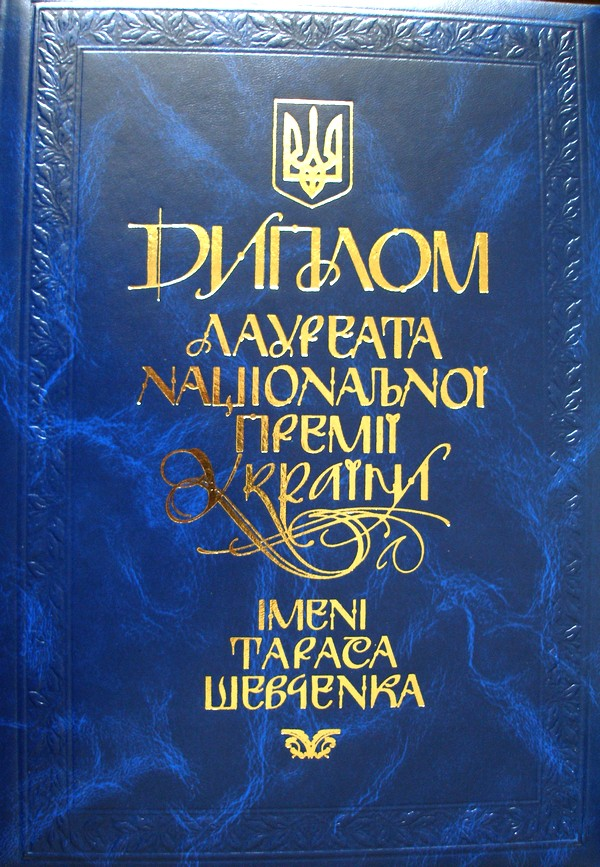
Dyplom laureata Narodowej Nagrody im. Tarasa Szewczenki

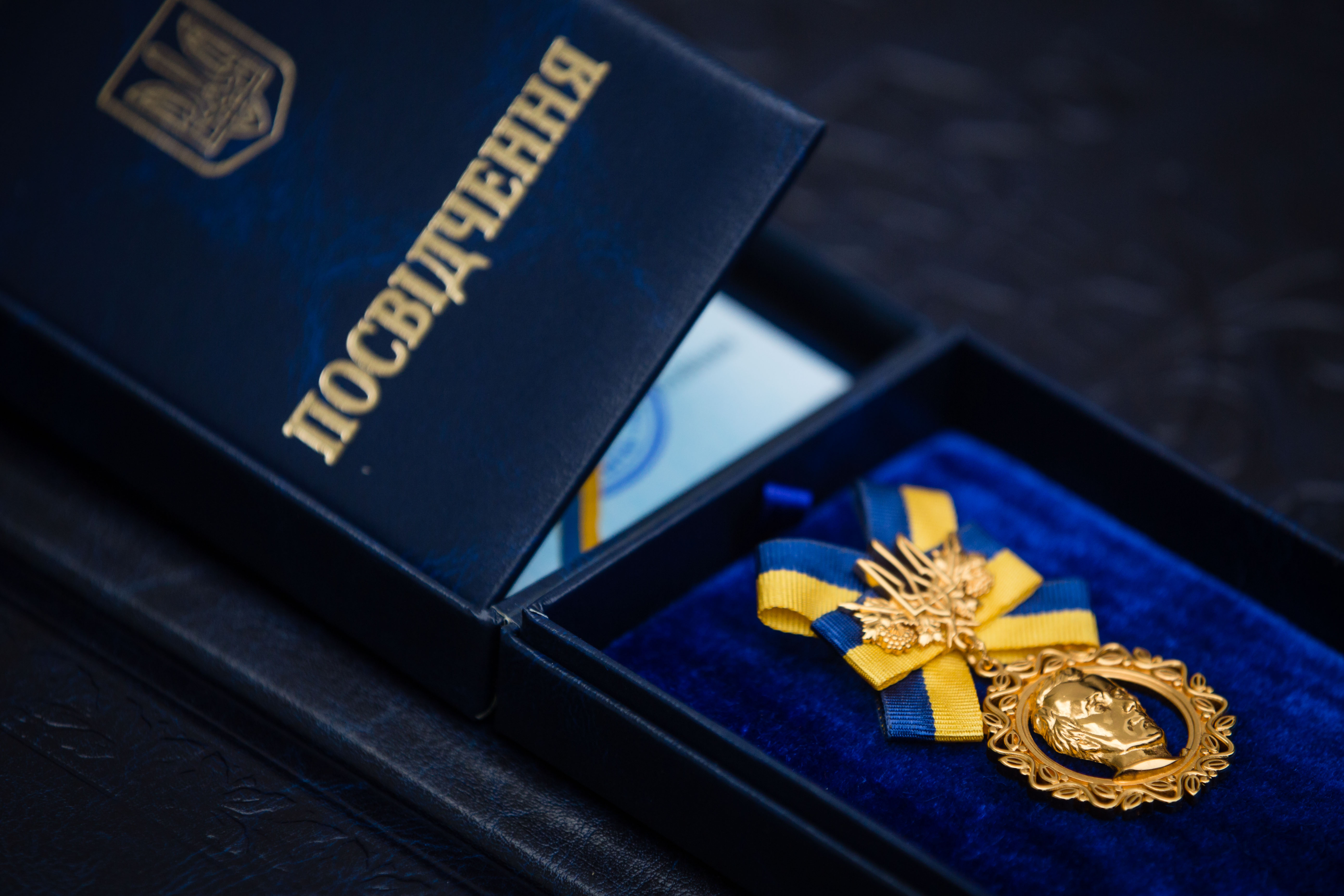
Certyfikat przyznania nagrody i medal

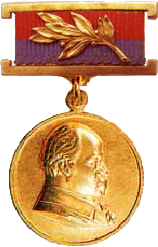
Wygląd medalu w czasach sowieckiej Ukrainy

Narodowa Nagroda im. Tarasa Szewczenki (ukr. Національна премія України імені Тараса Шевченка) – ukraińska nagroda państwowa, przyznawana za osiągnięcia kulturalne.

## Historia
Państwową Nagrodę imienia Tarasa Szewczenki ustanowiono 20 maja 1961 r. rozporządzeniem Rady Ministrów Ukraińskiej Socjalistycznej Republiki Radzieckiej.
Zgodnie z założeniami jest ona przydzielana artystom za wybitne, zdaniem fundatorów, dzieła i prace literackie, malarskie, muzyczne, teatralne i kinematograficzne. Pierwotnie nagroda nosiła nazwę „Republikańska nagroda imienia T.G. Szewczenki” („Республiканська премiя iменi Т. Г. Шевченка”). Nagroda jest wręczana zawsze 9 marca, w rocznicę urodzin Tarasa Szewczenki.
Pierwszy raz przyznano ją w 1962 r. Laureatami zostali: Pawło Tyczyna i Ołeś Honczar – literatura oraz Płaton Majboroda – muzyka. Nagroda finansowa wynosiła około 2500 karbowańców (sowieckie ruble).
Od 23 kwietnia 1979 nagroda otrzymała nazwę „Państwowej nagrody USRR imienia T.G. Szewczenki” (ukr. Державна Премiя УРСР iменi Т. Г. Шевченка). 22 czerwca 2000 roku przemianowano ją na Narodową nagrodę imienia Tarasa Szewczenki (Нацiональна премiя України iменi Тараса Шевченка).

## Zasady nadawania
Zgodnie z rozporządzeniem prezydenta Ukrainy, posiedzenia Komitetu przyznającego nagrodę odbywają się każdego roku. Artystów nagradza się w pięciu kategoriach:
1. Literatura piękna (poezja, proza, dramaturgia, tłumaczenie),
2. Literatura dokumentalna i krytyczno-naukowa (estetyka, literaturoznawstwo, historia sztuki, eseistyka, krytyka, literatura biograficzna, bibliografia, publicystyka, dziennikarstwo),
3. Sztuki plastyczne (malarstwo, grafika, rzeźba, sztuka monumentalna, sztuka ludowa),
4. Teatr i kino (sztuka teatralna i telewizyjna, reżyseria, scenografia, gra aktorska, arie operowe, kino dokumentalne, film telewizyjny, animacja).

Wybór zwycięzcy odbywa się w trzech etapach:
- Etap I: ma na celu dopuszczenie dzieł do drugiego etapu, przeprowadzany jest w formie dyskusji i otwartego głosowania.
- Etap II: ma na celu dopuszczenie dzieł do trzeciego etapu, przeprowadzany jest drogą głosowania tajnego, później następuje publikacja w gazecie „Kurier urzędowy” („Урядовий кур'єр”) spisu twórców dopuszczonych do trzeciego etapu: analiza materiałów prasowych, opinii i propozycji prasy, w razie konieczności przygotowanie wniosków ekspertów.
- Etap III: podsumowujący dyskusję na temat prac, następuje wybranie laureatów drogą tajnego głosowania i podanie rezultatów wyboru Komisji Nagród Państwowych i Heraldyki oraz przygotowanie wniosków do przyznania Nagrody, podanie do wglądu odpowiednich propozycji Prezydentowi Ukrainy.

Prace, które doszły do trzeciego etapu mogą zostać zgłoszone do konkursu jeszcze raz, ale nie więcej niż dwa razy. Komisja przyjmuje prace kandydujące do zdobycia Nagrody w roku następnym od 1 sierpnia do 1 listopada. Grupa twórców wysuniętych do zdobycia nagrody nie może składać się z więcej niż 3 osób, a grupa wykonawców – nie więcej niż pięciu. Do kandydowania nie dopuszcza się osób pełniących funkcje administracyjne, organizatorskie czy będących konsultantami. Nagrodę przyznaje się artyście tylko raz w życiu. Laureatowi przysługuje premia finansowa, o rozmiarze której rokrocznie decyduje Prezydent Ukrainy.

## Niektórzy laureaci i kategorie, w jakich zostali nagrodzeni
- Iwan Dziuba – dziennikarstwo,
- Siergiej Paradżanow – reżyseria (pośmiertnie),
- Wasyl Stus – poezja (pośmiertnie),
- Borys Antonenko-Dawydowycz – literatura (pośmiertnie),
- Iryna Żyłenko – poezja,
- Ihor Kałyneć – poezja,
- Wołodymyr Hołoborod’ko – poezja,
- Mykoła Worobjow – poezja
- Wołodymyr Iwasiuk – muzyka,
- Wasyl Symonenko – literatura (pośmiertnie),
- Ołeksandr Ulianow – literatura,
- Jewhen Sawczuk – muzyka,
- Iwan Hnatiuk – literatura,
- Jurij Szewelow – literaturoznawstwo (pośmiertnie),
- Dmytro Stus – literaturoznawstwo
- Wira Wowk – literaturoznawstwo
- Marija Matios – literatura
- Hałyna Pahutiak – literatura
- Ołeh Sencow – reżyseria
- Jaryna Czornohuz (2024) – literatura[1]